# Arley Bonilla
Arley Bonilla Micolta (ur. 8 listopada 1993 w Tumaco) – kolumbijski piłkarz występujący na pozycji napastnika, od 2025 roku zawodnik dominikańskiej Moki.